# لوچرا
لوچرا (به ایتالیایی: Lucera) یک کومونه در ایتالیا است که در استان فوجیا واقع شده‌است.

## خصوصیات
لوچرا ۳۴٬۲۴۳ نفر جمعیت دارد و ۵۰ متر بالاتر از سطح دریا واقع شده‌است.

## خواهرخوانده
شهرهای ایسی، آلتامورا، San Cipirello و تروگیر خواهرخوانده‌های لوچرا هستند.